# Maici-Mirim
Ne doit pas être confondu avec Maicimirim.
Le Maici-Mirim, aussi appelé Igarapé Maici, est une rivière du Brésil localisée à la frontière entre l’État d'Amazonas et celui de Rondônia.

## Géographie
Dans les environs de la source du Maicimirim, des forêts de feuillus caducs sempervirents.
La région environnant le Maicimirim est peu peuplée, avec moins de deux habitants par kilomètre carré. Le climat est celui de moussons tropicales. La température moyenne annuelle dans la région est de 23 °C. Le mois le plus chaud est le mois d'août avec une température moyenne de 24 °C et le plus froid est le mois d'avril avec 22 °C. La moyenne de pluie annuelle est de 2410 millimètres. Le mois le plus pluvieux est en février, avec une moyenne de 378 mm, de pluie et le plus sec est août, avec des précipitations ne dépassant pas 15 millimètres en moyenne.

## Sources
- (sv) Cet article est partiellement ou en totalité issu de l’article de Wikipédia en suédois intitulé « Igarapé Maici » (voir la liste des auteurs).